# St. Moritz (Großkugel)

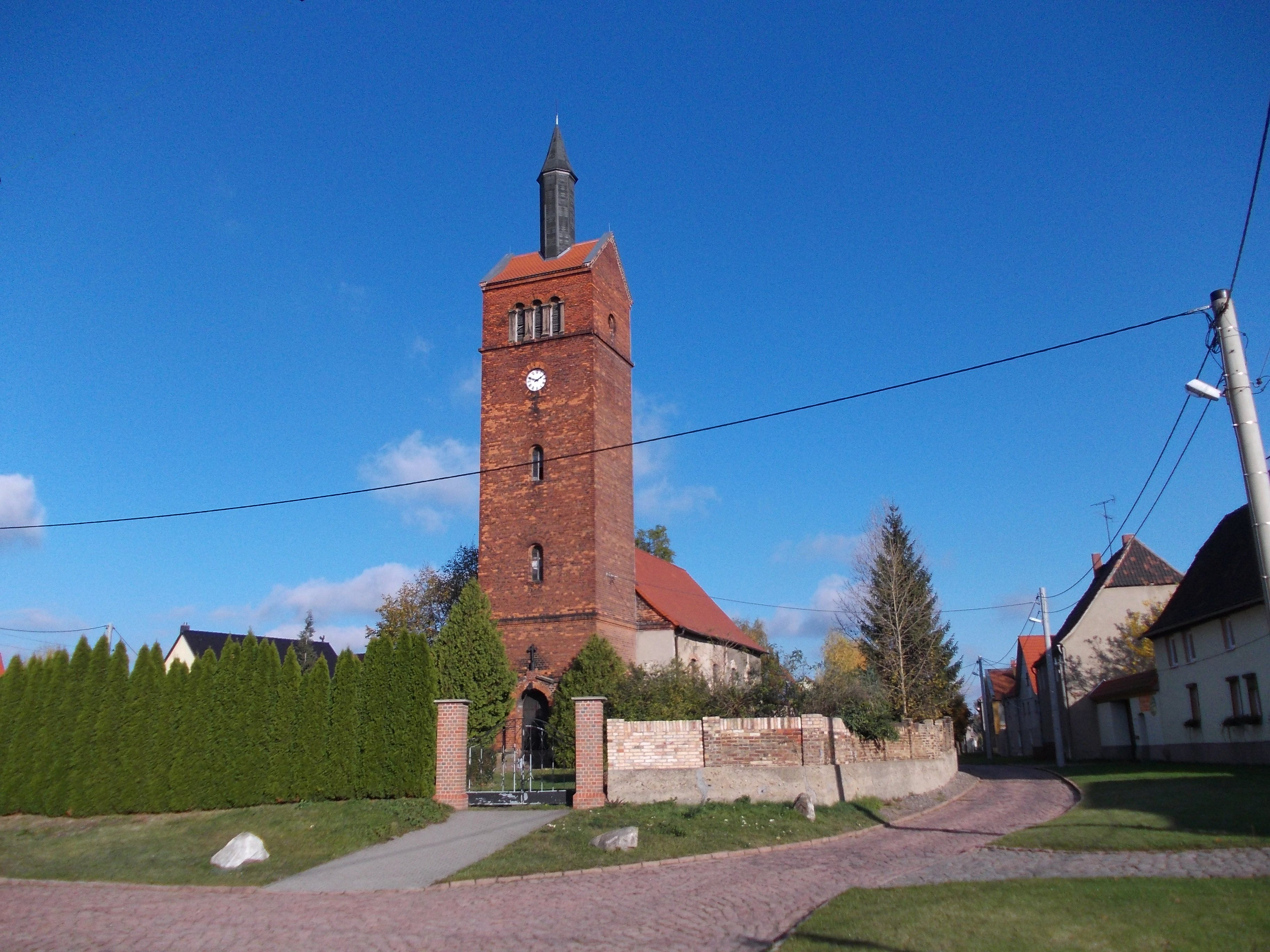
St. Moritz in Großkugel

St. Moritz ist eine denkmalgeschützte evangelische Kirche im Ortsteil Großkugel der Gemeinde Kabelsketal in Sachsen-Anhalt. Im örtlichen Denkmalverzeichnis ist sie unter der Erfassungsnummer 094 55138 als Baudenkmal verzeichnet. Sie gehört zum Pfarrbereich Dieskau im Kirchenkreis Halle-Saalkreis der Evangelischen Kirche in Mitteldeutschland.
Die Kirche St. Moritz, an der Dorfstraße, ist dem heiligen Mauritius geweiht. In der Literatur trägt die Kirche auch den Namen St. Martini. Die Kirche wurde 1800 erbaut, der Anbau des Kirchturms erfolgte 1856, was auch anhand des unterschiedlichen Steinmaterials erkennbar ist.